# Maximiliano José, Duque na Baviera
Maximiliano José, Duque na Baviera (em alemão: Maximilian Joseph Herzog in Bayern ; 4 de dezembro de 1808 — 15 de novembro de 1888) foi um membro da Casa de Wittelsbach e um promotor da música folclórica da Baviera. Ele é mais conhecido por ter sido o pai da imperatriz Isabel da Áustria, também conhecida como "Sissi".

## Biografia
Maximiliano José nasceu em Bamberg, como o único filho do duque Pio Augusto na Baviera (1786-1837) e de sua esposa, a princesa Amélia Luísa de Arenberg (1789-1823). Em 1834, ele comprou o Castelo de Possenhofen, próximo do lago Starnberger.
Em 1838, Maximiliano José viajou ao Egito e à Palestina. Depois escreveu um livro sobre essa viagem, titulado Wanderung nach dem Orient im Jahre 1838. Ele colecionou antiguidades e as trouxe para a residência de seu pai, o Castelo de Banz, onde podem ser vistas até hoje. Entre os itens, estão a múmia de uma mulher, cabeças de três múmias, muitas múmias de animais, shabtis e várias pedras de tumbas e templos, inclusive uma do Templo de Dendur. Enquanto esteve em Jerusalém, pagou pela restauração da Capela da Flagelação na Via Dolorosa.
Maximiliano José foi um dos mais proeminentes promotores da música folclórica bávara no século XIX. Sob sua influência, a cítara começou a ser tocada nos círculos da corte, chegando a se tornar o instrumento musical nacional da Baviera. Por causa de seu interesse, o duque recebeu o apelido "Zither-Maxl". Ele mesmo tocava a cítara e compôs músicas.
Maximiliano José morreu em Munique, aos setenta e nove anos. Ele e sua esposa estão enterrados na cripta da família da Abadia de Tegernsee.

## Casamento e descendência

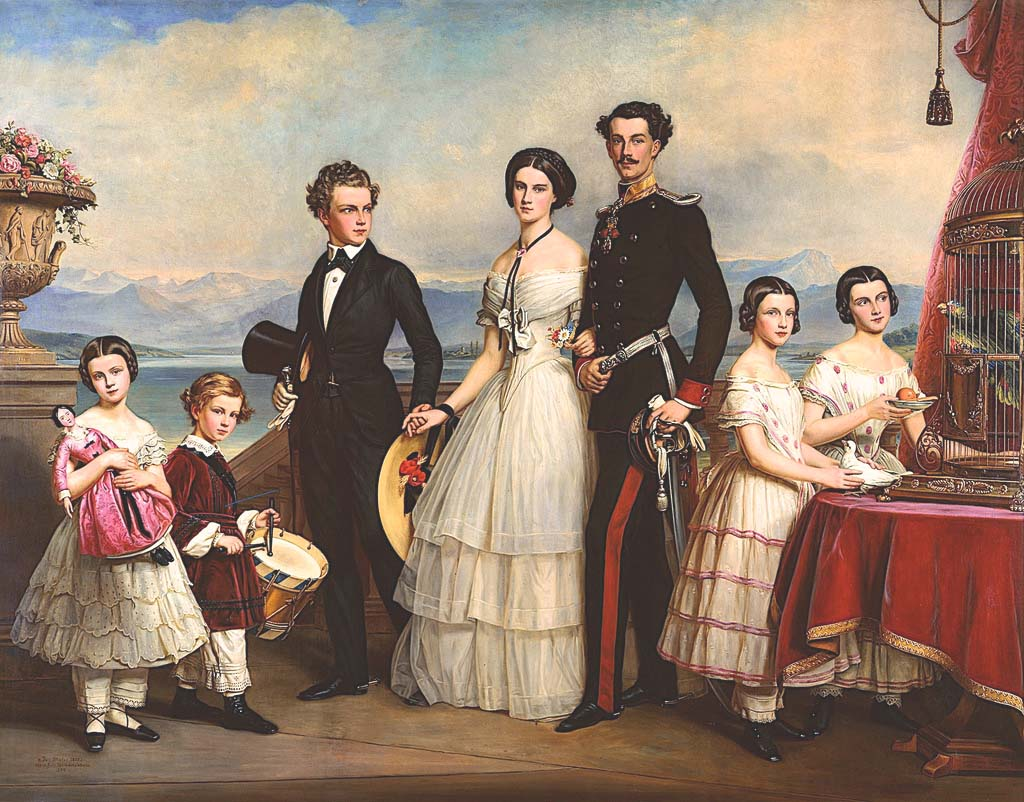
Os filhos de Maximiliano José, Duque na Baviera c. 1854, por Joseph Karl Stieler Da esquerda para a direita: Sofia, Maximiliano Emanuel, Carlos Teodoro, Helena Carolina Teresa, Luís Guilherme, Matilde Luísa e Maria Sofia Amália.

Em 9 de setembro de 1828, Maximiliano se casou com Luísa Guilhermina da Baviera (30 de agosto de 1808 – 25 de janeiro de 1892). Tiveram os seguintes filhos:   